# Marcellin Yao Kouadio
Marcellin Yao Kouadio, né le 10 janvier 1960 à Vavoua, est un prélat catholique ivoirien, évêque du diocèse de Daloa depuis 2018.

## Biographie
Marcellin Yao Kouadio naît le 10 janvier 1960 à Vavoua dans la région du Haut-Sassandra, au centre-ouest de la Côte d’Ivoire. Il est de nationalité ivoirienne. Après ses études primaires, il se rend dans la ville de Daloa et enfin au Collège Saint-Viateur de Bouaké où il fait ses études secondaires.

### Presbyterium
Marcellin Yao Kouadio entre d'abord au grand séminaire de philosophie d'Abadjin-Kouté(Abidjan), il fait ensuite des études de théologie au grand séminaire d'Anyama.
Il est ordonné prêtre du diocèse de Daloa par Pierre-Marie Coty le 29 décembre 1990. Après son ordination, il exerce les fonctions de vicaire puis curé à la paroisse Sainte Marie de Zuénoula de 1991 à 1994. Entre  1994 à 2001, il fait des études de missiologie et de théologie biblique à l’Université  pontificale Urbanienne grégorienne de Rome qui est un institut d'études supérieures de l'Église catholique spécialisé dans la formation du clergé missionnaire et des étudiants venant des territoires dits de mission. Il obtient à l'issue de ses années d'études à Rome, une licence en théologie et un doctorat en missiologie.
De retour dans son diocèse d'origine en Côte d'ivoire, il est nommé directeur diocésain de l'éducation catholique du diocèse de Daloa et professeur de missiologie au grand séminaire philosophique provincial Saint-Pierre de Daloa. Il occupe cette fonction pendant quatre ans de 2002 à 2006. Pendant ces années, il est vicaire dominicale dans diverses paroisses, dont la cathédrale Christ-roi.
En 2007 il est nommé directeur national de l'enseignement catholique, avec résidence au grand séminaire d'Abadjin-Kouté. Puis en 2008 il devient professeur à temps partiel au Grand Séminaire d'Anyama.

### Épiscopat
Le 1er juillet 2009, le pape Benoît XVI le nomme évêque du diocèse de Yamoussoukro, et est ordonné évêque le 22 août 2009 par le cardinal Bernard Agré. le 25 avril 2018, le pape François le nomme à nouveau évêque ordinaire du diocèse de Daloa. Il remplace Maurice Konan Kouassi. Sa devise épiscopale est « Veritas liberabit vos » ce qui signifie « La vérité vous affranchira ».
Marcellin Yao Kouadio est élu le 4 juin 2023 président de la Conférence des évêques catholiques de Côte d'Ivoire(CECCI) pour un mandat de trois ans renouvelable,.

## Critique du pouvoir
Après son élection le 4 juin 2023 en tant que président de la Conférence des évêques catholiques de Côte d'Ivoire, lors de la messe de clôture de la 123e assemblée générale plénière, Marcellin Yao dénonce le climat sociopolitique en Côte d'Ivoire et les inégalités économiques, spécifiquement le « tribalisme » , la « justice sélective » et la « corruption généralisée »,,.
Ces paroles sont devenues virales sur les réseaux sociaux. Et le 7 juin, lors de la conférence de presse à la suite du conseil des ministres, Amadou Coulibaly, ministre de la communication et porte-parole du gouvernement ivoirien réplique en mettant en exergue le bilan du gouvernement dans ses propos « […] Moi, mon monde, c’est qu’un enfant ne fait pas plus de cinq kilomètres pour aller au collège… » il poursuit « C’est dans ce monde que je vis. Je ne peux pas dire s’il est invisible ou s’il est réel. Mais comme l’évêque et moi ne sommes pas dans le même monde, je ne ferai pas plus de commentaires que cela. »,.

## Publications
- Marcellin Yao Kouadio, L'inculturation à la lumière de l'exhortation apostolique : "Ecclesia in Africa", L'Harmattan, 2014, 272 p. (ISBN 9782336354552)[13]